# Hanns Kräly
Hanns Kräly, in den USA Hans Kraly, (* 16. Juni 1884 als Jean Kräly in Hamburg; † 10. November 1950 in Los Angeles) war ein deutscher Schauspieler und Drehbuchautor. Er arbeitete von 1915 bis 1929 an 30 Filmen gemeinsam mit dem Regisseur Ernst Lubitsch.

## Die frühen Jahre als Schauspieler
Der gebürtige Jean Kräly begann seine Bühnenlaufbahn als Schauspieler 1903 in Stendal. Im September 1904 ging er ins ostpreußische Elbing, 1905 nach Magdeburg. Seit 1906 als Hanns Kräly arbeitend, spielte er in Guben (Spielzeit 1906/07), Kaiserslautern (Spielzeit 1907/08) und als Sänger und Schauspieler am Berliner Studienhaus (Spielzeit 1909/10).
In der Hauptstadt begann er mit Ende seiner Bühnentätigkeit 1910 seine Laufbahn als Filmschauspieler (in Der fesche Tiroler). Er arbeitete aber anfänglich in erster Linie als Dramaturg für den Filmproduzenten Paul Davidson und die von ihm geleitete Produktionsfirma PAGU. Zu seinen wichtigsten Aufgaben gehörte zwischen 1912 und 1914 die Überarbeitung der Drehbücher des Regisseurs Urban Gad, die den von der PAGU produzierten Filme mit Asta Nielsen als Vorlagen dienten: Die Kinder des Generals, Die Filmprimadonna, Engelein, Das Feuer und Weiße Rosen. In Gads Komödie Engelein spielte er überdies den Hauslehrer.

## Durchbruch als Drehbuchautor
1913 lernte Kräly bei Dreharbeiten Ernst Lubitsch kennen; beide standen noch im selben Jahr bei Carl Wilhelms Die Firma heiratet vor der Kamera. Für Lubitschs Regiedebüt Aufs Eis geführt lieferte Kräly 1915 erstmals ein eigenes Drehbuch. Als angestellter Autor und Schauspieler der PAGU arbeitete er ab Schuhpalast Pinkus (1916) fest mit Ernst Lubitsch zusammen. Zu den komödialen Höhenpunkten ihrer Arbeit gehört die Satire über amerikanische Neureiche Die Austernprinzessin (1919). Kräly verarbeitete auch exotische und historische Stoffe und schrieb die lasziven Verführerinnenrollen für die polnische Darstellerin Pola Negri, die mit Die Augen der Mumie Ma, Carmen (beide 1918), Madame Dubarry (1919) und Sumurun (1920) internationale Aufmerksamkeit erzielte.
Auf Einladung von Mary Pickford kam Ernst Lubitsch Ende 1922 in die USA. Im Juli 1923 folgte ihm Hanns Kräly. Mit Rosita (1923) sollten sie Pickford helfen, ihr Kindfrau-Image loszuwerden. Pickford war vom Ergebnis enttäuscht, doch Lubitsch und Kräly (von nun an meist als Hans Kraly) setzten ihre Arbeit für die neu gegründete MGM fort. Nach Forbidden Paradise (1924) und Old Heidelberg (1927) galt ihr Stil als Lubitsch Touch – Krälys Beitrag fand kaum Erwähnung, obgleich seine Drehbücher für Nicht-Lubitsch-Filme wie The Eagle (1925) mit Rudolph Valentino in der Hauptrolle oder die Arbeiten für den Regisseur Sidney Franklin vom gleichen Humor durchdrungen sind. Lubitschs letzter Stummfilm Eternal Love (1929) markiert auch das Ende der Zusammenarbeit. Im selben Jahr schrieb Kräly die Drehbücher für zwei Filme mit Greta Garbo. 1931 verließ er MGM.
Um 1930 zerstritt er sich mit Lubitsch, Grund waren dessen Eheprobleme. „Kräly versuchte zu vermitteln, zu trösten oder auch mehr. Als Lubitsch davon erfuhr, kündigte er die Zusammenarbeit auf. Doch damit ließ es der beleidigte Lubitsch nicht bewenden. So akribisch-perfekt er seine Filme zu inszenieren pflegte, ruinierte er die weitere Karriere des einstigen Freundes. Kräly hat nie wieder ein größeres Drehbuch geschrieben... Er jobbte als Lohnschreiber für kleinere Studios.“
Von 1933 bis 1942 war Hanns Kräly für verschiedene Filmgesellschaften tätig. 100 Mann und ein Mädchen (1937) war noch ein erfolgreicher Film, doch seine Karriere endete mit der Geschichte für einen billigen Horrorfilm. Seine letzten Lebensjahre verdiente sich Kräly seinen Lebensunterhalt als Hausmeister in Los Angeles.
Kräly war seit 1913 mit Else Brennecke (1891–1961) verheiratet. Begraben wurde er auf dem Friedhof Bergstraße in Berlin-Steglitz.

## Auszeichnungen
Hanns Kräly erhielt 1930 einen Oscar für The Patriot (dt.: Der Patriot). Für The Last of Mrs. Cheyney war er ebenfalls bei der Oscarverleihung 1930 (April) nominiert, One Hundred Men and a Girl (dt.: 100 Mann und ein Mädchen) brachte ihm 1938 eine weitere Oscarnominierung.

## Filmografie

### Drehbuch
- 1915: Aufs Eis geführt
- 1915: Die Klabriaspartie
- 1916: Schuhpalast Pinkus
- 1917: Eine Walzernacht
- 1917: Das fidele Gefängnis
- 1918: Nach zwanzig Jahren
- 1918: Verlorene Töchter
- 1918: In Sachen Marc Renard
- 1918: Die Augen der Mumie Ma
- 1918: Carmen
- 1918: Meyer aus Berlin
- 1918: Das Mädel vom Ballett
- 1918: Der Fall Rosentopf
- 1918: Doktor Palmore
- 1918: Fantasie des Aristide Caré, 1. Abenteuer: Der Geburtstag des Meisterdetektiv
- 1918: Fantasie des Aristide Caré, 2. Abenteuer: Die drei von van Hells
- 1918: Ich möchte kein Mann sein
- 1918: Der gelbe Schein
- 1918: Der Prozess Hauers
- 1918: Die drei van Hells
- 1919: Meine Frau, die Filmschauspielerin
- 1919: Hundemamachen
- 1919: Schieberchen und Co
- 1919: Komtesse Dolly
- 1919: Die Austernprinzessin
- 1919: Das rosa Trikot
- 1919: Das Grand Hotel Babylon
- 1919: Das Caviar-Mäuschen
- 1919: Madame Dubarry
- 1919: Die Fahrt ins Blaue
- 1919: Die Puppe
- 1919: Monica Vogelsang
- 1919: Rausch
- 1920: Die Wohnungsnot
- 1920: Sumurun
- 1920: Arme Violetta
- 1920: Anna Boleyn
- 1920: Kohlhiesels Töchter
- 1920: Romeo und Julia im Schnee
- 1921: Die Bergkatze
- 1922: Das Weib des Pharao
- 1922: Die Flamme
- 1923: Alles für Geld
- 1923: Bohème
- 1923: Rosita
- 1923: Das Paradies im Schnee
- 1923: Black Oxen
- 1924: Komödianten des Lebens
- 1924: Drei Frauen (Three Women)
- 1924: Das verbotene Paradies (Forbidden Paradise)
- 1924: Ihre romantische Nacht (Her Night of Romance)
- 1925: Der Adler (The Eagle)
- 1925: Die Zwillingsschwester (Her Sister from Paris)
- 1925: Küß’ mich noch einmal (Kiss Me Again)
- 1926: So ist Paris (So This Is Paris)
- 1926: The Duchess of Buffalo
- 1926: Kiki
- 1927: Im stillen Gässchen (Quality Street)
- 1927: Alt-Heidelberg (Old Heidelberg)
- 1928: Der Patriot (The Patriot)
- 1928: Der Garten Eden (The Garden of Eden)
- 1929: Der König der Bernina (Eternal Love)
- 1929: Aschermittwoch (Betrayal)
- 1929: Wild Orchids
- 1929: The Last of Mrs. Cheyney
- 1929: The Kiss
- 1929: Der jüngste Leutnant (Devil-May-Care)
- 1930: Lady of Scandal
- 1930: Jenny Lind (A Lady's Morals)
- 1930: Die Sehnsucht jeder Frau (deutsche Version von A Lady to Love)
- 1931: Private Lives
- 1933: Meine Lippen lügen nicht (My Lips Betray)
- 1933: Bei Kerzenlicht (By Candlelight)
- 1935: Luxusmädel (Lottery Lover)
- 1935: Broadway Gondolier
- 1937: 100 Mann und ein Mädchen (One Hundred Men and a Girl)
- 1939: Broadway Serenade
- 1941: Die ewige Eva (It Started with Eve) (nur Story)
- 1941: West Point Widow
- 1943: The Mad Ghoul (nur Story)

### Darsteller
- 1910: Der fesche Tiroler
- 1912: Wie sich das Kino rächt
- 1912: Pantoffelhelden
- 1912: Das Mädchen ohne Vaterland
- 1913: Engelein
- 1914: Die Firma heiratet
- 1914: Engeleins Hochzeit
- 1915: Der schwarze Moritz
- 1916: Schuhpalast Pinkus
- 1917: Eine Walzernacht
- 1917: Prinz Sami
- 1917: Der papierene Peter
- 1917: Der Erdstrommotor
- 1918: Meine Frau, die Filmschauspielerin

### Regieassistenz
- 1918: Das Tagebuch des Dr. Hart